# Top Cat
Top Cat, anche noto come Il gatto Temistocle, è una serie televisiva animata statunitense del 1961, prodotta dalla Hanna-Barbera e sceneggiata da Kin Platt.

## Trama
(Intro in tutti gli episodi.)
Top Cat è un gatto antropomorfo parlante con vestiti e cappello viola che vive in un vicolo di New York nella zona di Manhattan, dove comanda una banda felina, formata da Benny the Ball (Benny la palla nel doppiaggio italiano), Choo-Choo, Spook, Fancy-Fancy e Brain, facendo attenzione all'agente Charlie Dibble.
Top Cat e la sua banda di gatti randagi è indaffarata ogni giorno a sbarcare il lunario sfuggendo dai guai con astuzie sempre diverse.

## Personaggi
- Top Cat: Chiamato T.C. dai suoi amici e Temistocle nei primi doppiaggi italiani, è il carismatico e furbo protagonista. Ha la pelliccia gialla e indossa un cappello ed un gilet viola. Capo della sua banda, assieme a loro escogita piani per truffare o derubare i passanti, e sfugge agli arresti di Dibble lusingandolo o corrompendolo.
- Benny: Un giovane, basso e grassottello gatto dalla pelliccia blu; è caratterizzato da una testa grossa e tonda e due lunghi ciuffi di pelo sulle guance. Indossa una camicia bianca. È il più piccolo della banda e anche se sembra ingenuo, in molti casi pare essere la voce della ragione del gruppo quando si tratta di elaborare stratagemmi. È l'unico personaggio di cui si conosce la famiglia, soprattutto la madre, apparsa in vari episodi. È anche il miglior amico di Top Cat.
- Choo-Choo: Un gatto rosa e bianco con una felpa bianca a collo alto; vive in una stazione dei pompieri ed è un abilissimo giocatore di poker. Si innamora spesso, ma non ha tanta fortuna con le gattine a differenza di Top Cat o Fancy-Fancy.
- Brain: Un gatto arancione; chiamato Brain probabilmente per sarcasmo, è in realtà il più sciocco del gruppo nonostante sia incaricato di occuparsi delle finanze o del bottino. Indossa una maglietta viola e nera. È incapace di mantenere un segreto.
- Fancy-Fancy: Un gatto arancione e beige con una sciarpa bianca, caratterizzato dal suo atteggiamento elegante, sicuro di sé e rilassato nonché dal suo fascino, utilizzato per far colpo sulle ragazze.
- Spook: Un gatto marrone e beige (nel film, la sua pelliccia è verdognola) con una cravatta nera, è molto simile a Fancy-Fancy ma meno altezzoso; si distingue per essere un esperto della vita di strada. Presentato come un poeta, artista e giocatore di biliardo amante del divertimento, rispecchia la cultura beatnik.
- Charlie Dibble: è un ufficiale del dipartimento di polizia di New York la cui zona di pattuglia include il vicolo della banda di Top Cat. Sebbene di solito si lamenti della presenza della banda nel vicolo, ci sono momenti in cui li rispetta. La banda, nonostante le molte volte in cui sono riusciti a ingannare Dibble, a sua volta lo rispetta e si prende cura anche di lui.

## Analisi
Lo storico dell'animazione Christopher P. Lehman afferma che la serie può essere vista come un commento sociale. I gatti possono rappresentare persone prive di diritti limitate a vivere in un ambiente povero. I piani di Top Cat per arricchirsi rapidamente sono tentativi per fuggire verso una vita migliore. La banda affronta un poliziotto umano (l'agente Dibble) che vanifica i loro sforzi e li tiene intrappolati nel vicolo. Questa applicazione dell'ordine sociale da parte della polizia assicura che i gatti non sfuggiranno dalle loro attuali condizioni di vita.
Il co-creatore Bill Hanna ha affermato:

## Episodi
| n° | Titolo originale                | Titolo italiano                   | Prima TV USA      | Prima TV Italia  |
| -- | ------------------------------- | --------------------------------- | ----------------- | ---------------- |
| 1  | Hawaii, Here We Come            | Come andare alle isole Hawaii     | 27 settembre 1961 | 22 giugno 1971   |
| 2  | The Maharajah of Pookajee       | Il principe arabo                 | 4 ottobre 1961    |                  |
| 3  | All That Jazz                   | Tutto quel jazz                   | 11 ottobre 1961   |                  |
| 4  | The $1,000,000 Derby            | Il derby da un milione di dollari | 18 ottobre 1961   |                  |
| 5  | The Violin Player               | Il violinista                     | 25 ottobre 1961   |                  |
| 6  | The Missing Heir                | L'erede scomparso                 | 1º novembre 1961  |                  |
| 7  | Top Cat Falls in Love           | Top Cat s'innamora                | 8 novembre 1961   |                  |
| 8  | A Visit from Mother             | Mamma in visita                   | 15 novembre 1961  |                  |
| 9  | Naked Town                      | Temistocle telegenico             | 22 novembre 1961  |                  |
| 10 | Sergeant Top Cat                | Sgt. Top Cat                      | 29 novembre 1961  |                  |
| 11 | Choo-Choo's Romance             | Il romanticismo di Choo-Choo      | 6 dicembre 1961   |                  |
| 12 | The Unscratchables              |                                   | 13 dicembre 1961  |                  |
| 13 | Rafeefleas                      |                                   | 20 dicembre 1961  |                  |
| 14 | The Tycoon                      |                                   | 27 dicembre 1961  |                  |
| 15 | The Long Hot Winter             |                                   | 3 gennaio 1962    |                  |
| 16 | The Case of the Absent Anteater |                                   | 10 gennaio 1962   |                  |
| 17 | T.C. Minds the Baby             |                                   | 17 gennaio 1962   |                  |
| 18 | Farewell, Mr. Dibble            |                                   | 24 gennaio 1962   |                  |
| 19 | The Grand Tour                  | Il giro turistico                 | 31 gennaio 1962   | 4 maggio 1971    |
| 20 | The Golden Fleecing             | Il fischietto d'oro               | 7 febbraio 1962   | 28 dicembre 1971 |
| 21 | Space Monkey                    | Una scimmia nello spazio          | 14 febbraio 1962  | 11 maggio 1971   |
| 22 | The Late T.C.                   | La primavera lontana              | 21 febbraio 1962  | 18 maggio 1971   |
| 23 | Dibble's Birthday               |                                   | 28 febbraio 1962  |                  |
| 24 | Choo-Choo Goes Ga-Ga            |                                   | 7 marzo 1962      |                  |
| 25 | King for a Day                  | Un giorno da re                   | 14 marzo 1962     | 25 maggio 1971   |
| 26 | The Con Men                     |                                   | 21 marzo 1962     |                  |
| 27 | Dibble Breaks the Record        |                                   | 28 marzo 1962     |                  |
| 28 | Dibble Sings Again              |                                   | 4 aprile 1962     |                  |
| 29 | Griswald                        | Il supercane poliziotto           | 11 aprile 1962    | 21 dicembre 1971 |
| 30 | Dibble's Double                 | Il sosia                          | 18 aprile 1962    | 1º giugno 1971   |

## Doppiaggio
| Personaggi    | Doppiatori originali | Doppiatori italiani                                                                                              |
| ------------- | -------------------- | --- |
| Top Cat       | Arnold Stang         | Franco Latini (la maggioranza degli episodi) Mino Caprio (alcuni episodi)                                        |
| Agente Dibble | Allen Jenkins        | Aldo Barberito (la maggioranza degli episodi) Valerio Ruggeri (alcuni episodi) Michele Kalamera (alcuni episodi) |
| Benny         | Maurice Gosfield     | Nino Scardina (la maggioranza degli episodi) Mino Caprio (alcuni episodi)                                        |
| Choo Choo     | Marvin Kaplan        | Enrico Luzi |
| Spook         | Leo De Lyon          | Mario Mastria (la maggioranza degli episodi) Gastone Pescucci (alcuni episodi)                                   |
| Brain         | Leo De Lyon          | Rino Bolognesi (la maggioranza degli episodi) Mino Caprio (alcuni episodi)                                       |
| Fancy - Fancy | John Stephenson      | Renato Turi (la maggioranza degli episodi) Oliviero Dinelli (alcuni episodi)                                     |

Tra le voci aggiuntive sono presenti quasi in ogni episodio, le voci dei seguenti doppiatori:
- Manlio Guardabassi
- Cinzia De Carolis
- Liliana Sorrentino
- Mirella Pace
- Mario Milita
- Gino Pagnani
- Liliana Jovino
- Gianni Vagliani

## Altri media
- Top Cat e i gatti di Beverly Hills, lungometraggio di animazione del 1988 basato su due episodi della serie originale.
- Top Cat, videogioco del 1990 per home computer
- Nel 2011 è uscito il lungometraggio di animazione messicano/argentino Top Cat - Il film (Don Gato y su Pandilla).
- Nel 2015 è uscito nelle sale messicane un nuovo film, Top Cat e i gatti combinaguai (Top Cat Begins). In Italia il film è uscito nelle sale il 20 luglio 2016 distribuito dalla M2 Pictures.
- Top Cat appare anche come annunciatore di emergenza in La caccia al tesoro di Yoghi.
- Top Cat insieme alla sua banda ricompaiono, insieme ad altri personaggi dei cartoni Hanna-Barbera, nella serie chiamata Jellystone